# Mullach na Dheiragain
Der Mullach na Dheiragain ist ein 982 m (3.222 ft) hoher, als Munro eingestufter Berg in Schottland. Sein gälischer Name kann in etwa mit Berg des Turmfalken übersetzt werden. Der Berg liegt in der weitläufigen und einsamen Berglandschaft, die sich in der Council Area Highland zwischen dem Glen Affric und Loch Mullardoch erstreckt, etwa 30 Kilometer östlich von Kyle of Lochalsh und knapp 30 Kilometer südwestlich von Cannich. 
Aufgrund seiner Lage weitab öffentlicher Straßen zählt der Mullach na Dheiragain zu den eher selten bestiegenen Munros. Sein durch einen Cairn markierter Gipfel ist der höchste Punkt eines Berggrats, der sich an den Nordostgrat des südlich benachbarten, 1.151 m (3.776 ft) hohen Sgùrr nan Ceathreamhnan anschließt und diesen fortsetzt. Getrennt werden beide durch den Bealach nan Daoine auf etwa 840 m Höhe. An diesen schließt sich zunächst der Vorgipfel Càrn na Con Dhu mit 967 m (3.173 ft)  Höhe an, der durch den Bealach na Con Dhu vom felsigen Hauptgipfel getrennt ist. Vom Hauptgipfel aus führt der Grat weiter nach Norden, getrennt durch den etwa 930 m hohen Bealach na Dheiragain schließt sich der 974 m (3.196 ft) hohe Vorgipfel Mullach Sithidh an. An dessen Gipfel verzweigt sich der Grat nach Norden und Nordosten und umschließt das Coire Aird. Im Norden endet der Grat auf etwa 670 m Höhe am Creag a’ Choir’ Aird. Der nordöstliche Grat windet sich um mehrere Corries und endet oberhalb des Westendes von Loch Mullardoch. Ein weiterer kurzer und schmaler Grat führt vom Hauptgipfel des Mullach na Dheiragain nach Osten in das Gleann a’ Choilich. Während die Ostseite des Grats durch aufeinanderfolgende Corries geprägt ist, fällt er nach Westen durchgängig und ohne Unterbrechung steil in das Gleann Sithidh ab, das den Mullach na Dheiragain von den nördlichen Ausläufern des Sgùrr nan Ceathreamhnan und der weiter westlich anschließenden Bergwelt trennt. 

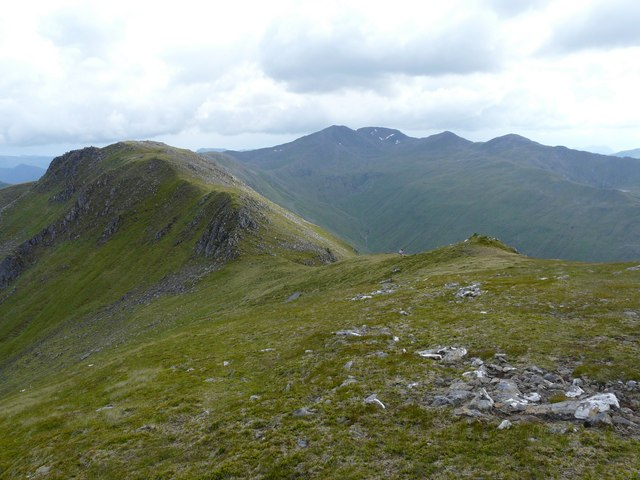
Blick vom Vorgipfel Mullach Sithidh zum Mullach na Dheiragain, im Hintergrund der Sgùrr nan Ceathreamhnan
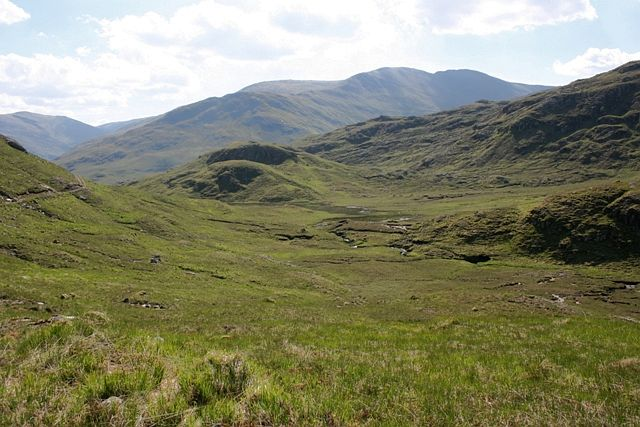
Blick von Nordwesten aus dem Tal westlich von Loch Mullardoch auf die Westseite des Mullach na Dheiragain
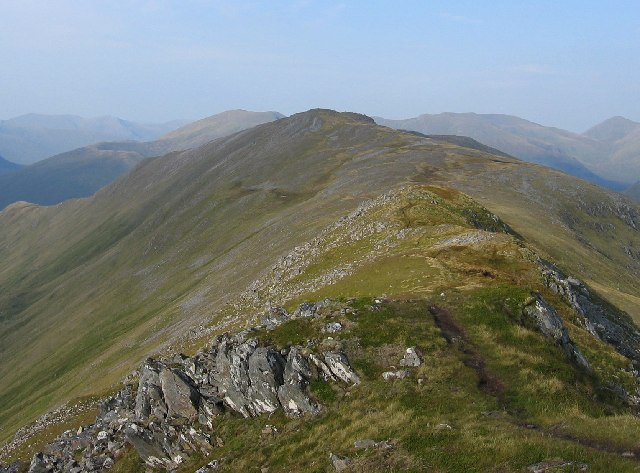
Der Gipfelgrat des Mullach na Dheiragain, Blick nach Norden vom Càrn na Con Dhu.
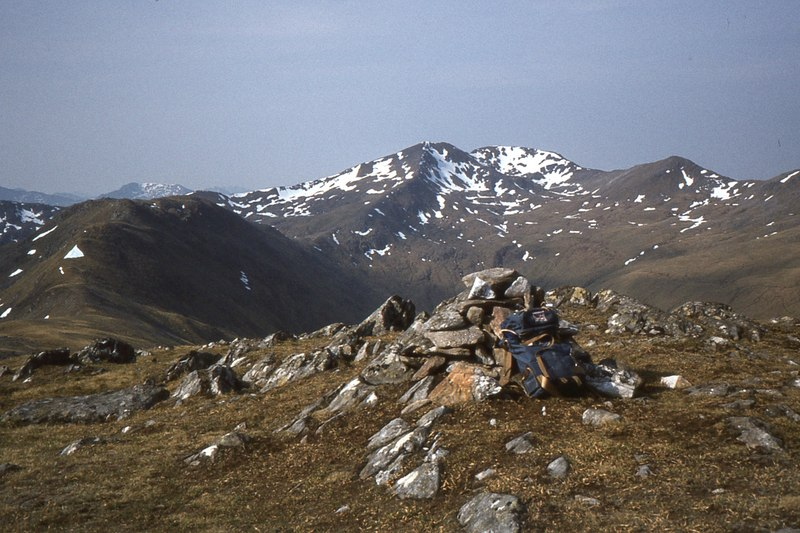
Der Gipfelcairn des Mullach na Dheiragain, im Hintergrund der südlich benachbarte Sgùrr nan Ceathreamhnan

Eine Besteigung des Mullach na Dheiragain erfordert aufgrund seiner Lage weit abseits öffentlicher Straßen lange Anmarschwege, die meisten Munro-Bagger besteigen den Berg im Rahmen einer Tour auf den Sgùrr nan Ceathreamhnan. Meistgenutzter Ausgangspunkt ist die am Fuß des Berges einsam im Glen Affric gelegene Jugendherberge Alltbeithe, die ausschließlich zu Fuß oder per Mountainbike erreicht werden kann. Von Alltbeithe gibt es mehrere Anstiegsmöglichkeiten auf den Sgùrr nan Ceathreamhnan. Von dessen Gipfel aus kann der Mullach na Dheiragain über den Nordostgrat erreicht werden. Alternativ ist auch eine Besteigung von Norden möglich, dies erfordert aber sehr lange Zuwege durch das Glen Elchaig. Ausgangspunkt hierfür ist die kleine Ansiedlung Killilan am Beginn von Glen Elchaig, die von Dornie am Ufer von Loch Duich über eine Straße entlang des Nordufers von Loch Long erreicht werden kann.